# Holotrichia tokara
Holotrichia tokara är en skalbaggsart som beskrevs av Takeshiko Nakane 1956. Holotrichia tokara ingår i släktet Holotrichia och familjen Melolonthidae. Inga underarter finns listade i Catalogue of Life.